# Maskana (Hims)
Maskana (arab. مسكنة) – miejscowość w Syrii, w muhafazie Hims. W 2004 roku liczyła 4430 mieszkańców.